# Extremadura
Extremadura este o comunitate autonomă din Spania.
A nu se confunda cu regiunea / provincia Estremadura din Portugalia.
1. ↑  MSIe2/Iestremadura[*] Verificați valoarea |titlelink= (ajutor)